# Glycation
 (août 2019).
Si vous disposez d'ouvrages ou d'articles de référence ou si vous connaissez des sites web de qualité traitant du thème abordé ici, merci de compléter l'article en donnant les références utiles à sa vérifiabilité et en les liant à la section « Notes et références ».
La glycation est une réaction chimique qui se produit entre un glucide et une protéine, conduisant à l'établissement d'une liaison covalente entre ces deux molécules.
Ce qui est fautivement nommé "réaction de Maillard" (la réaction a été initialement décrite par le pharmacien Lucien Dusart, explorée mécanistiquement par Ugo Schiff, Mario Amadori et d'autres) est internationalement nommé "réaction de glycation", quand il y a réaction d'une protéine et d'un sucre réducteur, ou réaction aminocarbonyle, quand un peptide ou un acide aminé réagit avec un sucre réducteur. Elle est justement connue dans le monde médical sous le nom de « glycation non enzymatique des protéines », a d’abord été étudiée dans le cadre du diabète sucré grâce à l’hémoglobine glyquée. La glycation est une réaction naturelle qui a lieu notamment lors d'une hyperglycémie.
L’hémoglobine glyquée est une variante de l’hémoglobine obtenue par glycation qui sert maintenant de marqueur à long terme de l’état diabétique des patients : l'élévation de l'hémoglobine glyquée traduit une hyperglycémie prolongée liée à un diabète mal équilibré. Les travaux biochimiques de ces 20 dernières années ont aussi montré que la glycation a des conséquences dans tout l’organisme, et joue notamment un rôle important dans certaines maladies en provoquant des lésions cellulaires, tissulaires, et un vieillissement vasculaire.
La glycation des protéines (dont l'hémoglobine glyquée parmi tant d'autres) ainsi est provoquée par la trop forte concentration de sucres dans le sang (comme c'est le cas dans le diabète). En dehors de cette situation, la glycation est ponctuelle et non enzymatique.
La glycation est un des facteurs de vieillissement accéléré des tissus. Les produits de glycation ou PTG (produits terminaux de glycation) issus de la glycation sont parfois dangereux pour l’organisme et s’accumulent avec l’âge et plus particulièrement lors du diabète,. Les PTG participent ainsi au développement de plusieurs maladies, telles que l’athérosclérose, l’insuffisance rénale chronique, la rétinopathie diabétique et la cataracte. Ce sont ces mêmes PTG qui sont pour la plupart responsables des complications du diabète (principalement des complications microvasculaires). Mais la glycation a tout de même l'intérêt de permettre de suivre le diabète, où l’HbA1c est un marqueur de l’évolution de la maladie et permet ainsi de mieux la suivre et donc de la traiter.

## Une réaction en deux étapes
La condensation de Schiff et le réarrangement d’Amadori aboutissent aux produits de glycation dits précoces et qui caractérisent les protéines de demi-vie brèves ou intermédiaires, l’hémoglobine étant considérée dans ce cas comme appartenant à cette catégorie. Mais si l’on considère la suite de la réaction de Maillard, on obtient des produits de glycation aussi appelés produits terminaux de glycation (PTG), caractérisant les protéines structurales de durée de vie prolongée. Le taux de formation de ces composés est, contrairement aux précédents, indépendant de la concentration en sucre mais dépend seulement de la durée de l’hyperglycémie et du temps du renouvellement protéique (turn-over protéique).
Le point clef se situe quand les 2 premières étapes se stabilisent en plateau et ont une réversibilité potentielle inhérente à la glycémie. Dès lors, la 3e progresse de la présence de sucres qui incite à une réaction, et les AGEs (Advanced glycation end-product ou PTG) ainsi formés, étant très réactifs, deviennent responsables de nombreuses altérités. Sur de longues périodes de temps, la concentration des AGEs devient proportionnelle à la glycémie. De plus, quand les AGEs ne peuvent ni être détruits ni libérés des cellules dans laquelle ils ont été formés, contrairement aux produits précoces, des cellules dotées d’un petit organite appelé protéasome se charge de détruire les protéines en les scindant en de nombreux peptides suffisamment petits (de 9 à 12 acides aminés) pour les rendre inoffensifs. Cependant, si le protéasome peut rendre inoffensifs les produits précoces, il n’a aucun effet sur les AGEs et ceux-ci s’entassent dans la cellule sans qu’elles puissent s’en débarrasser. Petit à petit, ces protéines glyquées encrassent la cellule, entraînant un dysfonctionnement de son métabolisme et enfin sa mort.
La glycation : un effet négatif au niveau des vaisseaux sanguins.
Les conséquences de la glycation des protéines sont multiples car elles perdent certaines de leurs propriétés. Nous allons d’abord exposer quelques exemples qui aboutissent tous à des problèmes vasculaires, mais d’abord, étudions un vaisseau sanguin sain.

## Constitution d’un vaisseau sanguin
Un vaisseau sanguin est constitué de trois épaisseurs jouant un rôle précis (du centre vers l’extérieur) : l’intima, la média et l’adventice. Nous nous limiterons à l’intima car c’est à ce niveau que l’essentiel de la glycation s’effectue et joue un rôle important, car les sucres, ainsi que de nombreuses protéines et les AGEs, voyagent au centre du vaisseau appelé lumière, et donc y réagissent. L’intima est constituée d’un complexe endothélio-mésenchymateux, formé de cellules épithéliales très aplaties, constituant l’épithélium, imperméable et maintenant le milieu interne du vaisseau constant et liquide, et de cellules mésenchymateuses, indifférenciées et qui par conséquent sont les cellules rénovatrices du vaisseau. Les échanges entre le plasma et le milieu extérieur s’effectuent à travers les espaces intercellulaires pour les plus petites molécules (diamètre 25 Å = 25 x 10-10 m) ou par l’intermédiaire de vésicules adéquates qui les font passer à travers les cellules par un phénomène de pinocytose pour les plus grosses. Enfin, l’intima est entourée d’une lame basale qui joue le rôle de filtre et empêche les molécules dont le diamètre est 60 Å de passer. La matrice extracellulaire est constituée de protéines fibreuses, notamment des fibrines de collagène. Enfin, les protéoglycanes sont des protéines dont le rôle consiste à contrôler le trafic intermoléculaire (Ou plutôt intercellulaire ?), et donc, dans ce cas, régulent les échanges entre le sang circulant dans les capillaires et les cellules.

## Problèmes vasculaires ayant pour origine la glycation
- la glycation altère l’activité enzymatique de plusieurs façons :
  - au niveau de l’enzyme, un résidu d’acide aminé glyqué au voisinage du site actif peut gêner l’association site actif-substrat et ainsi gêner la réaction chimique (1).
  - des modifications de la conformation de l’enzyme par exemple à cause de la formation de liaisons entre les atomes, ce qui est un phénomène de réticulation, peut provoquer une modification du site actif et par conséquent supprimer les actions de l’enzyme (2).
  - la glycation de certaines protéines des parois vasculaires leur fait perdre une partie de leurs propriétés mécaniques et les rend ainsi résistantes aux enzymes (3).

Par exemple, la résistance aux enzymes nécessaires au remodelage de la paroi contribue à l’irréversibilité de l’épaississement de la paroi artérielle à l’origine de vasoconstriction (diminution du diamètre des vaisseaux sanguins) et de thrombose (formation de caillots dans les vaisseaux), ce qui diminue la fluidité à l’intérieur des vaisseaux (I).
- les phénomènes de réticulation touchent aussi les autres protéines, ce qui aboutit à la formation d’agrégats :
  - par exemple, des réactions chimiques entre des AGEs très réactifs et certaines protéines ont lieu, ce qui explique les dépôts de ces protéines dans la paroi artérielle, l’épaississant et obstruant plus ou moins les espaces intercellulaires, mais aussi ceux au niveau de la membrane basale, ce qui empêche les échanges intercellulaires (II).
- les modifications structurales au niveau de la membrane basale peuvent masquer les sites de reconnaissance des protéoglycanes qui contrôlent la perméabilité des lames basales. Ainsi, la glycation dérègle le contrôle des échanges entre les vaisseaux et les cellules (III).
- l’assemblage plurimoléculaire de la membrane basale est perturbée par la glycation, ce qui fragilise cette dernière et entraîne donc des fuites vasculaires (IV).
- la glycation réduit la susceptibilité de l’hydrolyse des protéines, par exemple celle du collagène constitutif des membranes basales, ce qui contribue à l’épaississement irréversible des membranes basales et donc de problèmes d’échanges intermoléculaires (V).
- à la suite de la liaison d’AGEs sur des récepteurs spécifiques des macrophages appelés RAGE (Receptor of Advanced Glycation Endproducts), ceux-ci sécrètent des messagers chimiques, les cytokines, et des facteurs de croissance, ce qui entraîne la prolifération des cellules endothéliales et la destruction accrue des protéoglycanes, induisant d’une part des vasoconstrictions et des thromboses, et d’autre part une hyperperméabilité vasculaire (VI).

En principe, l’insuline a tendance à inhiber ce récepteur et le Tumor Necrosis Factor, ou TNF, qui est une protéine sécrétée par les macrophages pour tuer des cellules, a tendance à l’activer.

### Canaux bouchés
Ainsi, la glycation dans les vaisseaux sanguins est l’un des responsables de l’altération des vaisseaux appelée angiopathie diabétique et du vieillissement vasculaire.

### Hémoglobine glyquée.
L’HbA1c : une hémoglobine glyquée particulière.
Il existe de nombreuses variantes de l’hémoglobine glyquée, mais la plus représentative et la plus commune est l’HbA1c, aussi nous la prendrons pour exemple. Ce terme est réservé aux molécules d’hémoglobine ayant une molécule de glucose fixée sur l’extrémité d’une ou des deux chaînes β de la protéine. Ainsi les variantes d’hémoglobine glyquée peuvent correspondre à la différence de nature de l’ose, de son emplacement sur la chaîne d’hémoglobine, le nombre d’oses fixés…

### La glycation de l’hémoglobine.
L’hémoglobine, ou Hb, est une protéine de demi-vie brève ; ainsi elle subit la condensation et le réarrangement d’Amadori pour former un produit de glycation précoce : l’hémoglobine glyquée. Ces deux étapes étant dépendantes de la glycémie, le taux d’HbA1c est plus ou moins important suivant le niveau du diabète et la réversibilité potentielle de ces produits suivant l’évolution de la glycémie nous fournit un indicateur de l’évolution du diabète. Ainsi, en mesurant le taux d’HbA1c entre deux dates, on peut en déduire l’évolution du diabète. De plus, la durée de vie dans l’organisme de l’Hb glyquée étant comprise entre 1 et 2 mois, on a coutume d’analyser le taux d’HbA1c par intervalle de 4 à 8 semaines, ainsi les protéines glyquées l’ont été durant cet intervalle de temps car les protéines déjà modifiées ont été dégradées entretemps. Ainsi, le taux d’HbA1c constitue un reflet de la glycémie moyenne des 4 à 8 semaines précédant le dosage, ce qui constitue le marqueur de l’équilibre diabétique le plus employé à l’heure actuelle.

### Le rôle de l’HbA1c
On l’utilise le plus souvent pour évaluer de façon rétrospective l’efficacité d’un traitement, en complément des dosages de la glycémie instantanée réalisés quotidiennement car les résultats de telles analyses dépendent fortement du contexte glycémique récent (repas, jeûne, efforts…) alors que le taux d'HBA1c est indépendant du régime alimentaire et de l'exercice physique, ainsi que de l'état de jeûne (même si des recherches ont démontré une légère augmentation de l'HbA1c avec l'âge et des variations saisonnières). Chez le patient diabétique, le but est d'obtenir un taux d'HbA1c aussi proche que possible des chiffres caractérisant un bon équilibre de la glycémie. Ainsi, la valeur de référence chez les sujets sains est de 6 % d’Hba1c par rapport à la concentration de l'hémoglobine totale (hémoglobines glyquées ou saines). En règle générale, on considère que l'équilibre glycémique est correct si la valeur d'HbA1c est inférieure à 6,5 %. Pourtant, l’interprétation des résultats est parfois délicate, car de nombreux facteurs peuvent fausser les résultats, tels les variantes de diabète et d’Hb glyquées. Ainsi, ces analyses doivent être pondérées avec des facteurs cliniques et biologiques relatifs à chaque patient.
Les méthodes de dosages spécifiques de l’HbA1c sont fort simples car elles exploitent soit les caractéristiques physico-chimiques de la molécule (chromatographie, électrophorèse) soit ces caractéristiques immunologiques, ce qui est très utilisé à l’heure actuelle.
Un dosage immunochimique consiste à verser le prélèvement sanguin dans un tube à essais dont les parois sont recouvertes d’anticorps (1+2) se liant avec une partie de l’HbA1c. En vidant le tube on ne récupère ainsi que l’HbA1c, fixée au tube par l’intermédiaire des anticorps (3). Enfin, en versant un autre type d’anticorps spécifiques qui se fixeront un à un sur l’HbA1c (4+5+6) et dont on sait évaluer le nombre précis par des techniques diverses ; on peu en déduire le nombre de molécules d’HbA1c (7).
 anticorps spécifique de l’HbA1c fixés au tube à essais.
HbA1c.
Échantillon de sang
2e anticorps spécifique de l’HbA1c dont on sait mesurer le nombre exact.
Exemple : test d’un traitement contre le diabète.
Prenons un individu atteint de diabète. On lui fait une prise de sang et on lui donne des médicaments pour améliorer sa maladie. Deux mois plus tard on lui refait une prise de sang, trois cas sont possibles :
1re prise de sang : taux d’HbA1c = X.
2e prise de sang :
- Taux d’HbA1c > X auquel cas la glycémie a augmenté car l’HbA1c a augmenté : le diabète a empiré et la thérapie n’a aucun effet; il faut donc la changer.
- Taux d’HbA1c = X, ainsi la thérapie marche moyennement car le diabète s’est stabilisé mais n’a pas pour autant diminué. On peut alors envisager une autre thérapie suivant l’importance du diabète, en effet, si le diabète est minime on peut se contenter de le bloquer, alors que s’il est très avancé, même en l’ayant stabilisé les risques de complications peuvent être grands et il faut envisager une autre thérapie.
- Taux d’HbA1c < X ainsi la thérapie est efficace et il faut la continuer.

De plus normalement chez un diabétique bien traité le taux d'Hb glyquée ne doit jamais dépasser 6 % . Si c'est le cas c'est un indice de mauvais traitement de la maladie .
Note. Il ne faut pas croire que l’hémoglobine glyquée n’a pas d’effets négatifs sur l’organisme. Ainsi, il a été démontré que l’HbA1c avait une affinité pour l’oxygène plus importante que celle de l’Hb ce qui en théorie favorise la mauvaise distribution de celui-ci dans l’organisme, mais les effets restent minimes in vivo.
Réparation de la glycation par la protéine DJ-1/Park7
La protéine DJ-1/Park7, l'une des quinze protéines qui préviennent la maladie de Parkinson, est capable de réparer les acides aminés et les protéines de la glycation par les dérivés du métabolisme des sucres que sont les glyoxals (R-CO-CHO), qui se forment en permanence dans toutes les cellules et sont responsables d'environ 65 % de la glycation des protéines. De ce fait, DJ-1/Park7 devrait avoir un rôle important dans la prévention des maladies liées à la glycation, telles les maladies neurodégénératives, le diabète, l’athérosclérose, l'hypertension, les maladies rénales, les maladies autoimmunes, et la cataracte.